# 南上洛郡
南上洛郡，中国南北朝时设置的郡。
南朝宋侨置南上洛郡，治所在今陕西省白河县南，南齐沿置。北魏由南梁夺得南上洛郡，改属淅州，下辖单水县、南上洛县，西魏改名丰利郡。北周废。